# Son Hasat
Son Hasat (türk. für „Letzte Ernte“, internationaler englischsprachiger Titel The Reeds) ist ein Filmdrama von Cemil Ağacıkoğlu. Der Film erzählt die Geschichte eines Mannes in einem anatolischen Dorf, der seinen Lebensunterhalt als Schilfbauer bestreitet. Die Premiere des Films erfolgte im September 2023 beim Toronto International Film Festival.

## Handlung

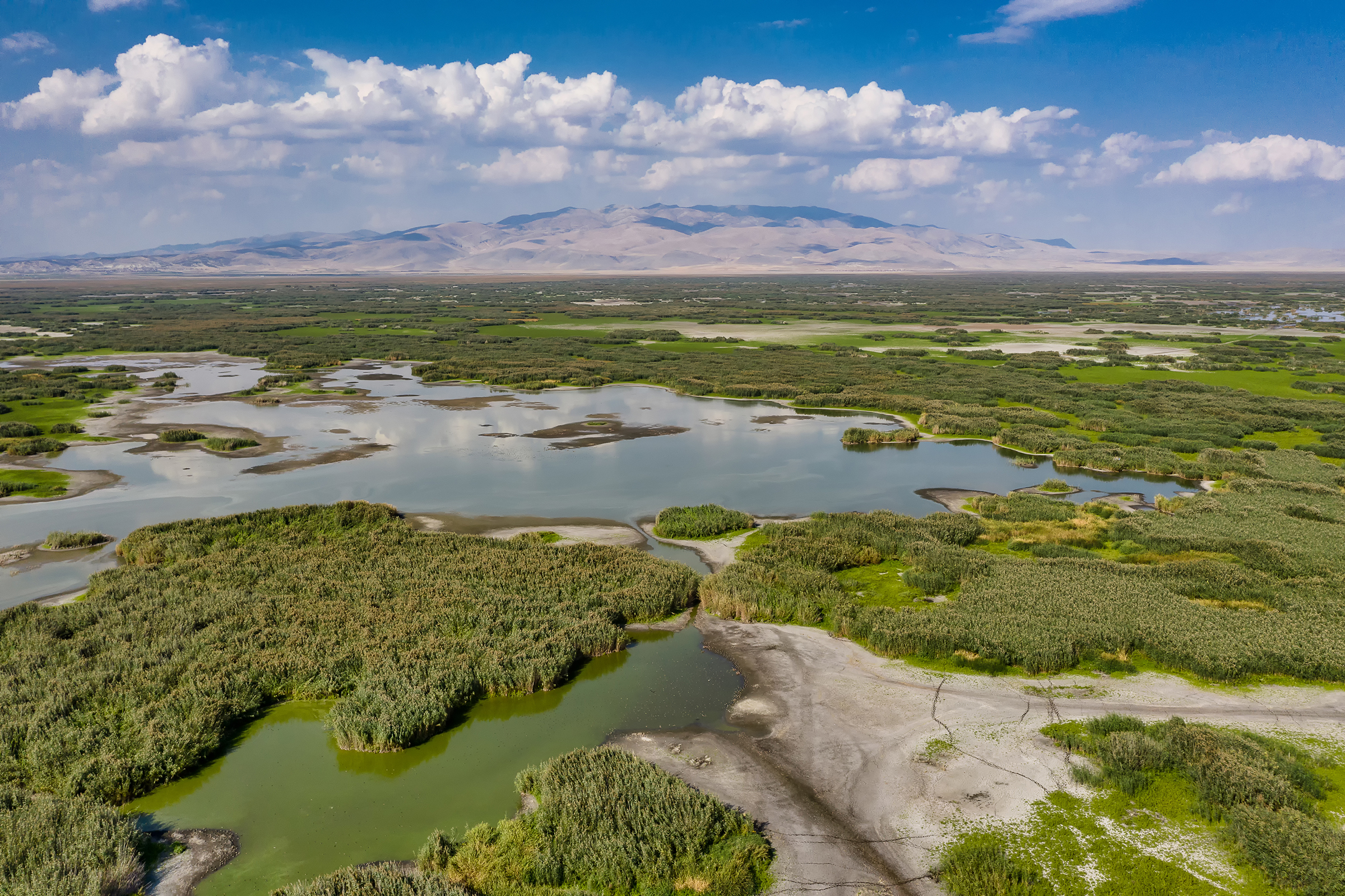
Das Dorf in Bolvadin liegt am Eber Gölü

In der rauen Landschaft Anatoliens liegt ein kleines Dorf in Bolvadin. In der Nähe befindet sich der Eber Gölü. Hier leben Ali und seine Ehefrau Aysel in bescheidenen Verhältnissen. Ali versucht, ihr Einkommen mit dem Schneiden von Schilfrohr zu verdienen.

## Produktion

### Regie, Drehbuch und Besetzung
Regie führte Cemil Ağacıkoğlu, der gemeinsam mit Arzu Ağacıkoğlu auch das Drehbuch schrieb. Zu seinen früheren Kurzfilmen gehören I Am Ivan, Ip, It Was White und Polis, zu seinen früheren Spielfilmen Eylül (im Englischen September), Forgive Me, The Field und The Cage. Ağacıkoğlu begann sein Berufsleben mit dem Fotografieren von Künstlern. Seine Arbeiten stellte er unter anderem in Ausstellungen wie  der 1993 eröffneten The Story of the Straw aus. Er ist auch als Modefotograf bekannt und ist seit vielen Jahren im Textilhandel tätig.
Hilmi Ahıska spielt in der Hauptrolle den Schilfbauer Ali. Sevgi Temel spielt dessen Ehefrau Aysel und Gökhan Yıkılkan seinen Chef Yahya.

### Dreharbeiten, Postproduktion und Filmmusik
Die Dreharbeiten fanden in der westanatolischen Stadt Afyonkarahisar statt und wurden im Jahr 2022 beendet. Als Kameramann fungierte Emre Pekçakir. Die Postproduktionsarbeiten wurden 2023 in Sofia abgeschlossen. Der Regisseur arbeitete hierfür mit der Filmeditorin Selda Taskin zusammen.
Die Musik für den Film steuerte der Bassgitarrist, Songwriter und Leadsänger der Band Redd Doğan Duru bei.

### Veröffentlichung
Die Weltpremiere fand am 8. September 2023 beim Toronto International Film Festival statt. Ende Januar, Anfang Februar 2024 wird Son Hasat beim Göteborg Film Festival gezeigt. Mitte Februar 2024 wird er auch beim Santa Barbara International Film Festival vorgestellt.

## Auszeichnungen
Beijing International Film Festival 2024
- Nominierung im Wettbewerb[10]

Göteborg Film Festival 2024
- Nominierung für den Dragon Award im internationalen Wettbewerb (Cemil Ağacıkoğlu)[8]